# Az utolsó ember a Földön (televíziós sorozat)
Az utolsó ember a Földön egy 2015 és 2018 között vetített amerikai poszt-apokaliptikus vígjátéksorozat, amelyet Will Forte készített és melynek ő a főszereplője. A sorozat 2015. március 1-jén indult a Foxon. A pilot epizódot Will Forte írta, míg Phil Lord és Christopher Miller rendezte. A sorozatot négy évad után törölték, és az utolsó epizódot 2018. május 6-án mutatták be. Magyarországon a Comedy Central sugározta 2018. szeptember 17-étől.

## Történet

### 1. évad
2020 közepén, miután a nagy-gyilkos vírus kitörése után, az utolsó túlélő Phil Miller (Will Forte), az Arizónai Tucsonba költözik. 2021 novemberében, Phil teljesen beleőrül a ténybe, hogy egyedül van. Már éppen öngyilkosságra készül, mikor is találkozik Carol Pilbasiannal (Kristen Schaal). Szépen lassan egyre több túlélő jelenik meg a városban, mígnem megjelenik a másik Phil Miller (Boris Kodjoe), és átveszi az alfahím irányítást, aminek Todd (Mel Rodriguez) és a másik Phil (Aki addigra már Tandy, mert elveszíti a névversenyt a másik Phillel szemben) nem néz jó szemmel. Phil észreveszi a turpisságot, így ő száműzi Tandyt a városból.

### 2. évad
Tandy és Carol folytatják útjukat Amerikában 2023 közepén, mikor is Carol elhatározza, hogy vissza szeretne menni Tucsonban. A duó végül eljut oda ám ott senkit sem találnak. Kiderül, hogy a csapat Malibuba költözött. A csapat megpróbál újra egyesülni. Ezalatt Mike Miller (Jason Sudekis), Tandy testvére lezuhan a Nemzetközi Űrállomásról a Földre, majd csatlakozik a túlélőkhöz, egészen addig, amíg nem megbetegszik, és a túlélők (Tandy kivételével)  a vírus nyomaira tippelnek.

### 3. évad
A túlélőkre potenciális fenyegetést jelent az erőszakos túlélő, Pat Brown (Mark Boone Junior). A túlélők így a Kaliforniai San José-ba költöznek egy irodaházba, ahol Melissa (January Jones) kezdi elveszíteni mentális egészségét. Később Carol felfedez egy fiút a fák között, Jaspert. Ez idő alatt, Erica (Cleopatra Coleman) megszül egy gyereket, Dawnt. A csapat később Mexikóba költözik, miután potenciális fenyegetést éreznek a közelben lévő atomerőmű meghibásodása miatt.

### 4. évad
Pamela Brinton (Kristen Wiig), aki egy gazdag amerikai nő egy bunkerből irányított drónnal fedezte fel a csapatot. A csoport egy hajón ragad Pamelával. Pamela elrabolja Tandyt, míg a csapat többi tagja egy szigeten ragad, ahol találkoznak Glennel (Chris Elliott) aki a vírus kitörése óta a szigeten tartózkodik. Pamela bűntudata miatt visszahajózik a szigetre, hogy felvegye a többieket. A túlélők Zihuatanejoba költöznek, ahol Carol szül egy ikerpárt, majd néhány héttel később Carol ismét teherbe esik. Erica is teherbe esik Toddtól, akinek ez lesz az első gyereke. Később Mike is ismét csatlakozik a csapathoz, aki felépült a betegségétől. Miután Jasper eltűnik, keresés indul utána.  A keresés közben Todd és Tandy belebotlanak a börtönben Karlal (Fred Armisen) aki egy börtönőrnek adja ki magát, de valójában kannibalizmus miatt tartóztatták le. Addig rémítgeti a csapatot, míg nem a túlélők eldöntik, hogy megölik Karlt. Egy Rubik-kockát adnak neki, amit miután Karl kirak felrobban. Miután a csapat újra összegyűl együtt Tapachulába költöznek, ahol felfedeznek egy csomó föld alatt bujkáló túlélőt.
Bár a sorozatot törölték, volt terv egy lehetséges ötödik évadra is. A történetben a túlélők és a földalattik megpróbáltak volna együtt élni, addig míg nem a vírus kitörésének újabb lehetősége miatt gyilkolni kezdik egymást.

## Szereplők

### Főszereplők
| Szereplő                      | Színész           | Magyar hang     |
| ----------------------------- | ----------------- | --------------- |
| Philip "Phil" Tandy Miller    | Will Forte        | Király Attila   |
| Carol Andrew Pilbasian-Miller | Kristen Schaal    | Kokas Piroska   |
| Melissa Shart                 | January Jones     | Vadász Bea      |
| Todd Dimas Rodriguez          | Mel Rodriguez     | Elek Ferenc     |
| Erica Dundee                  | Cleopatra Coleman | Nádasi Veronika |
| Gail Klosterman               | Mary Steenburgen  | Kovács Nóra     |

### Mellékszereplők
| Szereplő                     | Színész           | Magyar hang    |
| ---------------------------- | ----------------- | -------------- |
| Michael Shelby "Mike" Miller | Jason Sudekis     | Schmied Zoltán |
| Philip "Phil" Stacy Miller   | Boris Kodjoe      | Kálid Artúr    |
| Patrick "Pat" Brown          | Mark Boone Junior | Faragó András  |
| Lewis                        | Kenneth Choi      | Vári Attila    |
| Pamela Brinton               | Kristen Wiig      | Solecki Janka  |
| Jasper                       | Keith L. Williams |                |
| Glenn                        | Chris Elliott     |                |
| Karl Cowperthwaite           | Fred Armisen      |                |

### Vendégszereplők
| Szereplő                               | Színész            |
| -------------------------------------- | ------------------ |
| Victoria                               | Alexandra Daddario |
| Gordon Vanderkruik                     | Will Ferrel        |
| Darrell                                | Jon Hamm           |
| Cathreine                              | Laura Dern         |
| Roy Billups                            | Jack Black         |
| "La Aubela" Gordillo                   | Alma Martinez      |
| Hector                                 | Jack Guzman        |
| Zoe                                    | Leighton Meester   |
| Egy meg nem nevezett sportjármű-vezető | Martin Short       |

## Epizódok
| Évad | Évad | Részek száma | Részek száma | Eredeti sugárzás     | Eredeti sugárzás | Eredeti adó | Magyar sugárzás      | Magyar sugárzás      | Magyar adó     |
| Évad | Évad | Részek száma | Részek száma | Évadbemutató         | Évadzáró         | Eredeti adó | Évadbemutató         | Évadzáró             | Magyar adó     |
| ---- | ---- | ------------ | ------------ | -------------------- | ---------------- | ----------- | -------------------- | -------------------- | -------------- |
|      | 1.   | 13           | 13           | 2015. március 1.     | 2015. május. 3   | Fox         | 2018. szeptember 19. | 2018. szeptember 28. | Comedy Central |
|      | 2.   | 18           | 18           | 2015. szeptember 27. | 2016. május 15.  | Fox         | 2018. szeptember 28. | 2018. október 13.    | Comedy Central |
|      | 3.   | 18           | 18           | 2016. szeptember 25. | 2017. május 7    | Fox         | 2018. október 13.    | 2018. október 31.    | Comedy Central |
|      | 4.   | 18           | 18           | 2017. október 1.     | 2018. május 6.   | Fox         | 2018. október 31.    | 2019. január 5.      | Comedy Central |